# سوين (سراب)
سوين هي قرية في مقاطعة سراب، إيران. عدد سكان هذه القرية هو 289 في سنة 2006.